# Herb gminy Lelów
Herb gminy Lelów – symbol gminy Lelów.

## Wygląd i symbolika
Herb przedstawia na tarczy w polu czerwonym biały kamienny mur z czterema blankami, zwieńczony białą basztą z dwiema kondygnacjami, trzema czarnymi otworami strzelniczymi oraz dachem. Jest to historyczny symbol miasta Lelów.